# Народно читалище „Априлов–Палаузов – 1861“
Народно читалище „Априлов – Палаузов“ е читалище в гр. Габрово.

## Общи данни
Председател: Радка Балтова. Секретар: Елена Назърова, след като Николай Коссов се пенсионира.

## Историческа справка
По инициатива на Иван Хр. Манафов, ученик на Тодор Бурмов и даскал Никола Стефанов, на 26 декември /ст. ст./ 1861 г. в килията на църквата „Света Троица“ е основано Българско народно читалище Габрово.
. 
За председател е избран Иван Манафов.  Касиер - Георги Цанков. Членове основатели: Христо Радков, Христо Басмаджиев, Никола Кънев, Никодим Султанов, Иван Златин, Никола Стефанов, Дончо Берберов и други.

Целите са:
- 1) да доставя на читалищната публика средства за прочитане;
- 2) да подпомага българската книжнина;
- 3) да улеснява сиромашките ученици и въобще да разпространява образование между народа в областта.

В килията е била пренесена цялата библиотека на Васил Априлов, докарана от Одеса и съхранявана дотогава в даскал-Цвятковото училище. Тази библиотека, заедно с книгите от другата, създадена към училището през 1840 г., послужила за основен книжен фонд на новообразуваното читалище. Затова то достойно през 1872 г. започва да носи името „Априлов – Палаузов“.
След неуспешния опит за въстание през 1862 г. читалището преустановява своята дейност, а на 20 юли 1871 г. в къщата на Цанко Дюстабанов отново е възстановена читалищната деятелност. Замогнало материално и организационно, читалището образува търговско дружество „Българско читалищно спестяване“ и обогатява дейността си с благотворителност – обучава учители за Македония, открива т.нар. „Селски пансион“ за бедни деца от околните селища.
След въстанието през 1876 г. и до Освобождението читалището преживява трудни години. Назрява обаче идеята, че е крайно време в Габрово - „Българския Манчестър“, да бъде построена модерна читалищна сграда. Фонд за построяването на такова здание се създава през 1898 г., а на 30 март следващата година е положен основният камък на сегашната читалищна сграда. След известен застой през периода на войните зданието е довършено и тържествено открито на 31 декември 1922 г.
Модерната читалищна сграда дава прекрасни възможности за театрални изяви и те не закъсняват. През 1923 г. към читалището се създава театрална комисия от 4 души, театрална трупа. През 1929 г. се създава Габровски общински театър от любители артисти, организира се детски театър. По това време се засилва интересът към кинопрожекциите като сигурен източник на приходи, с времето „немият“ киноапарат е заменен с модерен звуков.
В стремежа си да улесни своите връзки с гражданството през 1923 г. читалището започва да издава седмичен вестник „Известия“, който отразява културния и стопанския напредък на града.
През 1945 г. е решено в Габрово да започне работа Държавен драматичен театър.
В края на 1950-те години, със създаването на новите окръжни градове, изключително ценният книжен фонд на читалището е иззет от властите, като библиотеката е наименувана „Окръжна библиотека“ със самостоятелен щат и бюджет към държавата.
Просветната и образователната дейност и особено любителското художествено творчество са отличителният белег на читалището, донесъл удовлетворение и гордост на създателите, а на зрителите и слушателите – естетически възприятия на много добро равнище.
Читалищните любителски състави са посещавали с успех почти всички краища на страната, концертирали са в Гърция, Турция, Румъния Беларус, Чехия, Германия, Унгария, Италия, Франция, Белгия, Дания, Армения, САЩ и др. Именно в читалище „Априлов – Палаузов“ през 1960-те г. се поставя началото на Габровския камерен оркестър.
Състави:
- Състав за изворен фолклор – ръководител Христо Стойнов
- /подготвителен, детски, младежи/ за народни танци – ръководител Лилия Стойнова
- Шоубалет „Магия“ – ръководител Александър Белков
- Клуб по източни танци „Диамант“-ръководител Наталия Балабанова
- Танцова формация „Мегаденс“ – ръководител Мария Илиева
- Клуб за сътезателни танци „Ритмика“ – треньори Веселина и Тодор Жекови
- Смесен хор за школувано пеене – диригент Елена Назърова, корепетитор Юлия Големанова, вокален педагог Радка Кандева